# 1. deild kvinnur (2017)
W roku 2017 odbyła się 33. edycja 1. deild kvinnur – pierwszej ligi piłki nożnej kobiet na Wyspach Owczych. W rozgrywkach brało udział 6 klubów z całego archipelagu. Tytułu mistrzowskiego broniła drużyna KÍ Klaksvík, po raz osiemnasty w swej historii, a przejął go klub EB/Streymur/Skála ÍF.

## Uczestnicy
| Uczestnicy 1. deild kvinnur 2016                                                                              | Uczestnicy 1. deild kvinnur 2016 | Uczestnicy 1. deild kvinnur 2016 | Uczestnicy 1. deild kvinnur 2016 |
| --- | -------------------------------- | -------------------------------- | -------------------------------- |
| KÍ | KÍ Klaksvík                      | 1                                |                                  |
| ESS | EB/Streymur/Skála ÍF             | 2                                |                                  |
| B36 | B36 Tórshavn                     | 3                                |                                  |
| HB | HB Tórshavn                      | 4                                |                                  |
| ÍFV | ÍF Fuglafjørður/Víkingur Gøta    | 5                                |                                  |
| B68 | B68 Toftir                       | 6                                |                                  |
| Nowi uczestnicy                                                                                               |                                  |                                  |                                  |
| AB71 | AB Argir/B71 Sandoy              |                                  |                                  |
| Oznaczenia: - kolumna pierwsza – skróty nazw drużyn, - kolumna trzecia – miejsce zajęte w poprzednim sezonie. |                                  |                                  |                                  |

## Tabela ligowa
| Lp. | Drużyna                       | M  | Z  | R | P  | Bramki | Bramki | Różn. | Pkt | Uwagi                          |
| --- | ----------------------------- | -- | -- | - | -- | ------ | ------ | ----- | --- | ------------------------------ |
| 1   | EB/Streymur/Skála ÍF (M)      | 20 | 17 | 1 | 2  | 85     | 16     | +69   | 52  | Liga Mistrzyń UEFA • 2018/2019 |
| 2   | KÍ Klaksvík                   | 20 | 16 | 2 | 2  | 98     | 18     | +80   | 50  |                                |
| 3   | HB Tórshavn                   | 20 | 11 | 2 | 7  | 48     | 31     | +17   | 35  |                                |
| 4   | ÍF Fuglafjørður/Víkingur Gøta | 20 | 5  | 1 | 14 | 15     | 85     | −70   | 16  |                                |
| 5   | B36 Tórshavn                  | 20 | 4  | 2 | 14 | 20     | 62     | −42   | 14  |                                |
| 6   | B68 Toftir                    | 20 | 2  | 2 | 16 | 13     | 67     | −54   | 8   |                                |
| 7   | AB Argir/B71 Sandoy1          | 0  | 0  | 0 | 0  | 0      | 0      | 0     | 0   | Drużyna wycofana               |

## Wyniki spotkań

### Regularne spotkania
| Gospodarz \ Gość              | AB71 | B36 | B68 | ESS | HB  | ÍFV  | KÍ  |
| AB Argir/B71 Sandoy           |      |     |     |     |     |      |     |
| B36 Tórshavn                  |      |     | 0:2 | 0:4 | 3:1 | 5:0  | 1:5 |
| B68 Toftir                    |      | 0:2 |     | 1:5 | 0:3 | 1:3  | 0:1 |
| EB/Streymur/Skála ÍF          |      | 5:1 | 5:0 |     | 2:1 | 10:0 | 4:1 |
| HB Tórshavn                   |      | 3:0 | 3:0 | 1:2 |     | 5:0  | 1:8 |
| ÍF Fuglafjørður/Víkingur Gøta |      | 0:6 | 0:1 | 0:2 | 1:2 |      | 0:6 |
| KÍ Klaksvík                   |      | 7:0 | 8:1 | 3:1 | 3:0 | 6:1  |     |

Aktualne na 14 października 2017. Źródło: FaroeSoccer.com
Objaśnienia:
1Drużyna gospodarzy jest wymieniona po lewej stronie tabeli.
Kolory: zielony – zwycięstwo gospodarzy, żółty – remis, różowy – zwycięstwo gości.

### Dodatkowe spotkania
| Gospodarz \ Gość              | AB71 | B36 | B68  | ESS | HB  | ÍFV  | KÍ  |
| AB Argir/B71 Sandoy           |      |     |      |     |     |      |     |
| B36 Tórshavn                  |      |     | 1:1  | 0:5 | 0:5 | 0:1  | 0:5 |
| B68 Toftir                    |      | 0:0 |      | 2:7 | 0:2 | 0:2  | 1:4 |
| EB/Streymur/Skála ÍF          |      | 8:0 | 3:1  |     | 4:0 | 4:0  | 2:2 |
| HB Tórshavn                   |      | 1:0 | 5:2  | 1:4 |     | 8:0  | 1:1 |
| ÍF Fuglafjørður/Víkingur Gøta |      | 3:1 | 3:0  | 0:7 | 1:1 |      | 0:7 |
| KÍ Klaksvík                   |      | 6:0 | 10:0 | 2:1 | 0:4 | 13:0 |     |

Aktualne na 14 października 2017. Źródło: FaroeSoccer.com
Objaśnienia:
1Drużyna gospodarzy jest wymieniona po lewej stronie tabeli.
Kolory: zielony – zwycięstwo gospodarzy, żółty – remis, różowy – zwycięstwo gości.

## Najlepsi strzelcy
Stan na 14 października 2017
| Bramki | Strzelcy            | Drużyna                       |
| ------ | ------------------- | ----------------------------- |
| 33     | Heidi Sevdal        | EB/Streymur/Skála ÍF          |
| 19     | Rannvá Andreasen    | KÍ Klaksvík                   |
| 15     | Malena Josephsen    | KÍ Klaksvík                   |
| 14     | Rebekka Benbakoura  | HB Tórshavn                   |
| 13     | Hervør Olsen        | KÍ Klaksvík                   |
| 13     | Maria Thomsen       | KÍ Klaksvík                   |
| 12     | Margunn Lindholm    | EB/Streymur/Skála ÍF          |
| 11     | Milja Simonsen      | HB Tórshavn                   |
| 10     | Ásla Johannesen     | B36 Tórshavn                  |
| 10     | Birna Johannesen    | EB/Streymur/Skála ÍF          |
| 9      | Ansy Sevdal         | EB/Streymur/Skála ÍF          |
| 8      | Elin Maria Isaksen  | HB Tórshavn                   |
| 8      | Evy á Lakjuni       | KÍ Klaksvík                   |
| 7      | Liljan Jacobsen     | KÍ Klaksvík                   |
| 6      | Sigrid Jacobsen     | KÍ Klaksvík                   |
| 6      | Laila Pætursdóttir  | B68 Toftir                    |
| 6      | Jensa Tórolvsdóttir | ÍF Fuglafjørður/Víkingur Gøta |
| 5      | Lea Lisberg         | EB/Streymur/Skála ÍF          |
| 4      | Rakul Magnussen     | EB/Streymur/Skála ÍF          |
| 4      | Sofía Purkhús       | KÍ Klaksvík                   |
| 3      | 6 zawodniczek       | 6 zawodniczek                 |
| 2      | 10 zawodniczek      | 10 zawodniczek                |
| 1      | 19 zawodniczek      | 19 zawodniczek                |
| sam.   | 9 zawodniczek       | 9 zawodniczek                 |